# Snozka Zamecka
Snozka Zamecka (658 m) – rozległa przełęcz w Pieninach Właściwych pomiędzy szczytami Majerza (689 m) i Wielkiego Pola (697 m). Na przełęczy krzyżują się lokalne drogi z Czorsztyna, Kluszkowiec, Krośnicy (dojazd do drogi wojewódzkiej nr 969 Nowy Targ – Krościenko n. Dunajcem) oraz Sromowiec Wyżnych. Na zachodnim stoku przełęczy wypływa potok Osice uchodzący do Jeziora Czorsztyńskiego
Snozka Zamecka znajduje się we wsi Krośnica w województwie małopolskim, w powiecie nowotarskim w gminie Krościenko nad Dunajcem, ale tuż przy jej granicy z Czorsztynem. Tuż poniżej przełęczy, po jej zachodniej stronie, przebiega niebieski szlak turystyczny na odcinku Majerz – Czorsztyn – przełęcz Snozka.